# The European Legal Forum
The European Legal Forum (EuLF) ist eine juristische Fachzeitschrift, die über das innerhalb der EU entstehende einheitliche europäische Recht, das Ius Commune Europae in englischer Sprache informiert.
Zu den behandelten Rechtsgebieten gehören das internationale Recht und das Europarecht mit Schwerpunkt auf dem internationalen Handels- und Wirtschaftsrecht, dem internationalen Privatrecht und dem internationalen Zivilprozessrecht, dem gewerblichen Rechtsschutz und dem internationalen und europäischen Gesellschafts- und Steuerrecht.
Herausgeber ist die IPR Verlag GmbH mit Sitz in München. Die Redaktion ist international besetzt und wird von Thomas Simons geleitet. Zu den deutschen Mit-Herausgebern gehören Rainer Hausmann und Peter Kindler.